# The Incredible Machine (álbum)
The Incredible Machine é um álbum de estúdio do grupo Sugarland, lançado em 2010.